# Эррера, Франко
Франко Хавьер Эррера (исп. Franco Javier Herrera; род. 19 сентября 2003, Бандера, Сантьяго-дель-Эстеро) — аргентинский футболист, вратарь клуба «Ньюэллс Олд Бойз».

## Клубная карьера
Эррера — воспитанник клуба «Ньюэллс Олд Бойз». 16 апреля 2022 года в матче против «Патронато» он дебютировал в аргентинской Примере.

## Международная карьера
В 2019 года Эррера в составе юношеской сборной Аргентины принял участие в юношеском чемпионате мира в Бразилии. На турнире он был запасным и на поле не вышел.
В 2023 году в составе молодёжной сборной Аргентины Эррера принял участие в молодёжном чемпионате Южной Америки в Колумбии. На турнире он сыграл в матчах против сборных Колумбии и Перу.